# Шрадер, Эберхард
Эберха́рд Шра́дер (нем. Eberhard Schrader; 7 января 1836, Брауншвейг — 4 июля 1908, Берлин) — немецкий ориенталист.

## Биография
Эберхард Шрадер родился в Брауншвейге, учился в Гёттингене у Генриха Эвальда. В 1858 году он выиграл академическую премию за свою работу об эфиопских языках «De linguae Aethiopicae cum cognatis linguis comparatae indole universa», которая была напечатана в 1860 году.
Все дальнейшие его работы посвящены или Ветхому Завету, или ассириологии, которую он впервые поставил на прочное основание в Германии, создав школу талантливых работников. Современное развитие ассириологии в Германии и интерес в ней к культурам Передней Азии ведут своё начало от Шрабера. В 1862 году Шрабер был приглашён в Цюрих, где скоро получил ординатуру по богословию. Впоследствии он возглавлял кафедры в Гиссене (1870) и Йене (1873). В 1875 году перешел в Берлин на кафедру востоковедения и избран в академики. В берлинском университете он читал ассириологию и историю древнего Востока.
Труды: «Studien zur Kritik u. Erklärung d. biblischen Urgeschichte» (1863); «Die Assyrisch-Babylonische Keilinschriften» (1872); «Die Keilinschriften u. d. alte Testament» (1872; книга, сделавшаяся настольной у многих учёных-ассириологов конца XIX века; в начале XX века вышла новым 3-м изданием, значительно переработанная Винклером и Циммерном); «D. Höllenfahrt der Istar» (1874); «Keilinschriften und Geschichtsforschung» (1878; книга, написанная для доказательства научности ассириологии и против нападок Гутшмида); «Zur Frage nach d. Ursprung der babyl. Kultur» (1884). Под его главной редакцией выходил «Keilinschriftliche Bibliothek» (собрание клинописных текстов с параллельным немецким переводом); им был сделан перевод найденной в Шамале плиты Ассаргаддона и помещено много статей в разных периодических изданиях.
Хотя он первоначально занимался библейскими исследованиями, его главные успехи были в области ассириологии, в которой он был пионером в Германии и приобрёл международную репутацию.
Похоронен на Юго-Западном кладбище в Штансдорфе.